# Im Chul-soo
Im Chul-soo (Hangul: 임철수; n.22 de agosto de 1984-) es un actor de cine, televisión, teatro y musicales surcoreano.

## Primeros años
Se graduó en artes escénicas de la Universidad de Dankook.

## Carrera
Es miembro de la agencia HiSTORY D&C Entertainment (하이스토리 디앤씨). Previamente formó parte de la Broomstick Entertainmet (브룸스틱).
En julio de 2018 se unió al elenco recurrente de la serie Mr. Sunshine, donde dio vida a Jeon Seung-jae, un miembro del ejército justo que era amigo cercano de los padres de Go Ae-sin (Kim Tae-ri).
En 2019 se unió al elenco recurrente de la serie Aterrizaje de emergencia en tu corazón, donde interpretó a Park Soo-chan, el agente de seguros de Yoon Se-ri (Son Ye-jin), un hombre que se obsesiona con demostrar que Se-ri sobrevivió al accidente de parapente.
En febrero de 2021 se unió al elenco recurrente de la serie Vincenzo, donde dio vida a Ahn Ki-seok, el líder de la división italiana del equipo de respuesta al crimen organizado en el extranjero del Servicio Nacional de Inteligencia de Corea del Sur, hasta el final de la serie el 2 de mayo del mismo año.

## Filmografía

### Series de televisión
| Año     | Título                                 | Personaje              | Notas                             | Ref.                 |
| ------- | -------------------------------------- | ---------------------- | --------------------------------- | -------------------- |
| 2015    | 오구실                                 | -                      |                                   |                      |
| 2015    | The Jingbirok: A Memoir of Imjin War   | Rebelde                |                                   |                      |
| 2015    | Six Flying Dragons                     | Soldado                |                                   |                      |
| 2015    | Reply 1988                             | Gánster                | Aparición especial                |                      |
| 2016    | Signal                                 | Informante             | Aparición especial, tres ep.      |                      |
| 2018    | Mr. Sunshine                           | Jeon Seung-jae         |                                   |                      |
| 2018    | Your Honor                             | Park Jae-ho            |                                   |                      |
| 2019    | Oh, Yeojeong: Summer                   | Cheol                  |                                   |                      |
| 2019    | The Nokdu Flower                       | Kim Seung-ho           | Aparición especial, dos ep.       |                      |
| 2019-20 | Aterrizaje de emergencia en tu corazón | Park Soo-chan          |                                   |                      |
| 2020    | Romantic Doctor, Teacher Kim 2         | Prestamista            |                                   |                      |
| 2020    | Forest of Secrets 2                    | Im Jung-gyu            |                                   |                      |
| 2021    | Vincenzo                               | Ahn Ki-seok            |                                   |                      |
| 2021    | Vincenzo: Special                      | Ahn Ki-seok            | 1 episodio                        |                      |
| 2021    | Voice 4                                | Jang Soo-chul          | Aparición especial, ep. 4         |                      |
| 2021    | Chimera                                | Hong Young-sjik        | Aparición especial, dos ep.       |                      |
| 2022    | Alquimia de almas                      | Mago                   |                                   | [ 8 ]                |
| 2023-24 | El monstruo de la vieja Seúl           | Señor Oh               | Serie web                         | [ 9 ]                |
| 2024    | La reina de las lágrimas               | Investigador privado   | Aparición especial, ep. 1-2, 4, 7 |                      |
| 2024    | My Sweet Mobster                       | Go Yang-hee            |                                   |                      |
| 2024    | Un negocio virtuoso                    | Park Jong-sun          |                                   | [ 10 ]               |
| 2024    | Love Your Enemy                        | Yoo Hong-jae de adulto | Aparición especial, ep. 1         | [ 11 ] [ 12 ]        |
| 2024-25 | Cuando el teléfono suena               | Kang Young-woo         |                                   | [ 13 ] [ 14 ] [ 15 ] |
| 2025    | Nuestro Seúl por descubrir             | Lee Chung-goo          |                                   | [ 16 ]               |

### Películas
| Año  | Título                                  | Personaje                               | Notas                                                                               |
| ---- | --------------------------------------- | --------------------------------------- | ----------------------------------------------------------------------------------- |
| 2006 | 꿈꾸는 백수 임철수                      | 철수                                    | Cortometraje                                                                        |
| 2010 | Finding Mr. Destiny                     | 뮤지컬 크루                             | junto a Im Soo-jung, Gong Yoo e Im Cheol-soo                                        |
| 2016 | Pure Love                               | Joven en el Mercado de Pescado          | junto a Do Kyung-soo, Kim So-hyun, Lee David y Yeon Joon-seok                       |
| 2016 | Musudan                                 | Oficial del Ejército de Corea del Norte | junto a Lee Ji-ah, Kim Min-joon, Do Ji-han, Kim Dong-young y Oh Jong-hyuk           |
| 2016 | The Great Actor                         | Equipo de Producción                    | junto a Oh Dal-su, Lee Geung-young, Choi Byung-mo, Yoo Ji-tae y Jang Won-hyung      |
| 2017 | Along with the Gods: The Two Worlds     | Bombero #3                              | junto a Ha Jung-woo, Cha Tae-hyun, Ju Ji-hoon, Yoo Jun-sang, Hong In y Kim Tae-joon |
| 2018 | Along with the Gods: The Last 49 Days   | Asistente de Hae Won-maek               | junto a Ha Jung-woo, Ju Ji-hoon, Kim Hyang-gi, Ma Dong-seok y Kim Dong-wook         |
| 2018 | The Great Battle                        | Soldado                                 | junto a Jo In-sung, Nam Joo-hyuk y Park Sung-woong                                  |
| 2019 | Romang                                  | Kim-ga (de joven)                       | junto a Lee Soon-jae, Jung Young-sook, Jo Han-chul y Bae Hae-sun                    |
| 2019 | Jo Pil-ho: The Dawning Rage             | Gibseu                                  | junto a Lee Sun-kyun, Jeon So-nee, Park Hae-joon y Park Byung-eun                   |
| 2019 | By Quantum Physics: A Nightlife Venture | Kim Sang-soo                            | junto a Park Hae-soo, Seo Ye-ji, Kim Sang-ho, Kim Eung-soo y Byun Hee-bong          |
| 2021 | Three Sisters                           | Estudiante universitario                | junto a Moon So-ri, Kim Sun-young y Jang Yoon-ju (cameo)                            |

### Programas de variedades
| Año  | Título     | Notas |
| ---- | ---------- | ----- |
| 2020 | 주문바다요 |       |

### Teatro
| Año  | Título                             | Personaje | Notas                                                                     |
| ---- | ---------------------------------- | --------- | ------------------------------------------------------------------------- |
| 2021 | Intimate Strangers (완벽한 타인)   | -         | junto a Lee Si-eon, Yang Kyung-won, Im Se-mi, Kim Seol-jin y Jang Hee-jin |
| 2016 | 벙커 트릴로지                      | -         |                                                                           |
| 2016 | Q                                  | -         |                                                                           |
| 2016 | 올모스트 메인                      | -         |                                                                           |
| 2015 | 살짝 넘어갔다가 얻어맞았다         | -         |                                                                           |
| 2015 | 유도소년                           | -         |                                                                           |
| 2014 | 올모스트 메인                      | -         |                                                                           |
| 2012 | 햄릿 6 - 삼양동 국화 옆에서        | -         |                                                                           |
| 2012 | Romeo and Juliet (로미오와 줄리엣) | -         |                                                                           |
| 2011 | 청춘 18대 1                        | -         |                                                                           |
| 2010 | 토너먼트                           | -         |                                                                           |
| 2009 | The Thirty-Nine Steps (39계단)     | -         |                                                                           |
| 2004 | Seagull (갈매기)                   | -         |                                                                           |

### Musicales
| Año         | Título            | Personaje | Notas |
| ----------- | ----------------- | --------- | ----- |
| 2019        | 빠리빵집          | -         |       |
| 2018        | 무한동력          | -         |       |
| 2017        | 티케              | -         |       |
| 2016        | 안녕 유에프오     | -         |       |
| 2011, 2015  | 왕세자 실종사건   | -         |       |
| 2013 - 2015 | 공동경비구역 JSA  | -         |       |
| 2013        | 여신님이 보고계셔 | -         |       |
| 2012        | 겨울 환상곡       | -         |       |
| 2009        | 영웅              | -         |       |
| 2008        | 사춘기            | -         |       |
| 2004        | 청년 장준하       | -         |       |

### Drama musical
| Año        | Título               | Personaje | Notas        |
| ---------- | -------------------- | --------- | ------------ |
| 2011, 2013 | 더 코러스 오이디푸스 | -         | (Musikdrama) |

### Ópera
| Año  | Título   | Personaje | Notas |
| ---- | -------- | --------- | ----- |
| 2014 | 천생연분 | -         |       |

### Aparición en videos musicales
| Año | Intérprete  | Canción                    | Notas |
| --- | ----------- | -------------------------- | ----- |
| -   | Verbal Jint | "Perfect Match" (깨알같아) |       |

### Anuncios
| Año  | Título   | Notas |
| ---- | -------- | ----- |
| 2020 | 신한카드 |       |
| 2017 | 삼성화재 |       |